# Richard Masur
Richard Masur, född 20 november 1948 i New York, är en amerikansk skådespelare och filmregissör.
Masur var ordförande för de amerikanska filmskådespelarnas fackförening Screen Actors Guild i slutet av 1990-talet.

## Roller i urval
- 1975 – Krona eller klave (TV-serie)
- 1975 – M*A*S*H (TV-serie)
- 1977 – Bara tre kan leka så...
- 1979 – I skuggan av ett krig
- 1980 – Heaven's Gate
- 1982 – The Thing
- 1983 – Föräldrafritt
- 1986 – I lust och nöd
- 1987 – De sju makterna
- 1987 – Jagad
- 1988 – Nu är det kört
- 1988 – Skjut för att döda
- 1990 – Det (TV-serie)
- 1990 – Flashback
- 1991 – Min tjej
- 1992 – California Man
- 1993 – And the Band Played On
- 1993 – Blood In Blood Out
- 1993 – Mannen utan ansikte
- 1994 – Min tjej 2
- 1994–1995 – Småstadsliv (TV-serie)
- 1996 – I flesta laget
- 1999 – Play It to the Bone
- 2001 – Felicity (TV-serie)
- 2004 – Palindromes
- 2012 – Girls (TV-serie)
- 2017 – Mr. Robot (TV-serie)
- 2024 – The Girls on the Bus (TV-serie)